# Brachioplastie
 (novembre 2019).
Une brachioplastie ou lifting des bras est une intervention de chirurgie esthétique visant à remodeler le contour du bras et de la zone de raccordement thoracique.  

## Intervention
La brachioplastie est souvent utilisée pour des peaux ayant une lâcheté excessive et/ou un excédant de graisse, généralement secondaire à des échecs de régimes alimentaires ou une importante perte de poids.
Elle consiste en une lipectomie de la graisse avec éventuellement un redrapement de la peau. 
C'est une intervention qui gagne en popularité depuis 2000[réf. souhaitée].